# Vera Wulff
Vera Wulff (* 14. August 1920), geborene Glass, war eine deutsche Widerstandskämpferin gegen den Nationalsozialismus (Rote Kapelle und Saefkow-Jacob-Bästlein-Organisation).

## Leben
Die Familie Glass hatte eine Wohnung in Berlin-Schöneberg. Wegen der häufigen Luftangriffe nahmen sie ein Angebot der Geschwister Hanna Döring und Bertha Döring  an, in deren leerstehende Wohnung in Zehlendorf, Berliner Straße 18, zu ziehen. Zu den Bekannten der Familie Glass gehörten: Willy Schürmann-Horster (hingerichtet 1943), dessen Frau Claire. Vera und ihre Schwester Lucie Nix besuchten etwa fünf Jahre lang Berliner Abendgymnasium, mit dem Ziel, das Abitur zu machen.
Der Bühnenbildner Quedenfeld, der angeblich bei der Gestapo im Rheinland Selbstmord begangen haben soll, die Schwestern Döring und der Kommunist Otto Marquardt, der im Rüstungsministerium Beschäftigung gefunden hatte, waren ihre Kampfgefährten. Als Studentin beherbergte und versorgte 1944 mit ihrem Vater Walter Glass und ihrer Schwester Lucie Nix den geflohenen Bernhard Bästlein und hatten Kontakt zu Franz Jacob. 
Ihre Festnahme erfolgte am 5. Juli 1944. Der Volksgerichtshof verurteilte sie am 1. November 1944 zu vier Jahren Zuchthaus. Über ihren Widerstand gibt es Berichte von Grete Schöneck, Lisa Walter, Vera Wulff, Georg Dünninghaus und die Gesamtbeschreibung von Fritz Goltz.